# Orden Militar de Avis
La Orden Militar de San Benito de Avis (en portugués: Ordem Militar de São Bento de Avis) es una condecoración portuguesa, heredera de la antigua Orden de Avís. Premia los altos servicios militares prestados por oficiales de las Fuerzas Armadas de Portugal.
La Orden forma parte de las conocidas como «Antiguas Órdenes Militares». Es gobernada por un canciller y un consejo de ocho miembros, designados por el Presidente de la República, para asistirlo como Gran-Maestre en todos los asuntos que conciernen a la administración de la orden.
La Orden sólo puede ser conferida al personal militar, tanto portugués como extranjero, por servicios excepcionales. Para portugueses se requiere de un mínimo de siete años de servicio en las fuerzas armadas así como una hoja de servicio impecable y ejemplar.
Los reglamentos de la orden disponen que los grados sean conferidos según el empleo militar: 
- Capitanes de Ejército y Aviación y Tenientes de Navío: Caballero o Dama (CvA o DmA)
- Mayores/Comandantes y Capitanes de Corbeta: Oficial (OA)
- Tenientes-Coroneles y Capitanes de Fragata: Comendador o Comendadora (ComA)
- Coroneles, Generales de Brigada, Capitanes de Navío y Contraalmirantes: Gran-Oficial (GOA)
- Mayores-Generales, Tenientes-Generales, Generales, Vicealmirantes y Almirantes: Gran-Cruz (GCA)

También tiene el grado de Miembro-Honorario para instituciones.
| Barras de condecoración de la Orden Militar de Avis | Barras de condecoración de la Orden Militar de Avis | Barras de condecoración de la Orden Militar de Avis | Barras de condecoración de la Orden Militar de Avis | Barras de condecoración de la Orden Militar de Avis |
| --------------------------------------------------- | --------------------------------------------------- | --------------------------------------------------- | --------------------------------------------------- | --------------------------------------------------- |
| Gran-Cruz (GCA)                                     | Gran-Oficial (GOA)                                  | Comendador o Comendadora (ComA)                     | Oficial (OA)                                        | Caballero o Dama (CvA o DmA)                        |

## Historia
El 15 de octubre de 1910, tras la caída de la monarquía portuguesa y el establecimiento de la república, todas las órdenes militares fueron abolidas. Sin embargo, el 25 de septiembre de 1917 la Orden Militar de San Benito de Avís sería restablecida como «Orden Militar de São Bento de Avis». Poco después serían restauradas las demás órdenes.